# تشارلز أ. دانا
تشارلز أ. دانا هو سياسي أمريكي، ولد في 1881 في نيويورك في الولايات المتحدة، وتوفي في 1975. انتخب عضو جمعية ولاية نيويورك ‏.